# Zelotes reimoseri
Zelotes reimoseri este o specie de păianjeni din genul Zelotes, familia Gnaphosidae, descrisă de Roewer în anul 1928.
Este endemică în Franța. Conform Catalogue of Life specia Zelotes reimoseri nu are subspecii cunoscute.